# 沙亚马拉·戈帕兰
沙亚马拉·戈帕兰（1938年12月7日—2009年2月11日），是印裔美国生物医学科学家。她曾經分离孕酮受体基因並确定其特征。她也是美国第49任副总统贺锦丽的母亲。

## 生平
沙亚马拉1938年12月7日出生于英属印度马德拉斯省的马德拉斯（今印度泰米尔纳德邦金奈）。1958年，19岁的沙玛拉意外地申请了加州大学伯克利分校的营养学和内分泌学硕士学位，并被录取。她的父母用部分退休金为她支付第一年的学费和食宿费。由于家里没有电话线，她到美国后，家里通过航空信与她联系。1964年，沙亚马拉在加州大学伯克利分校获得营养学和内分泌学博士学位。

### 職業生涯
沙亚马拉曾在加州大学伯克利分校的动物学系和癌症研究实验室进行研究。她曾在伊利诺伊大学厄巴纳-香槟分校和威斯康星大学担任乳腺癌研究员。随后她在麦吉尔大学医学院工作了 16 年。她曾担任美国国立卫生研究院的同行评审员和联邦咨询委员会的现场访问团队成员。她还曾任总统乳腺癌特别委员会成员。她在实验室指导了数十名学生。在最后十年的研究生涯中，沙亚马拉在劳伦斯伯克利国家实验室工作。

## 个人生活
1962 年秋天，在伯克利分校的一个学生社团，非裔美国人协会 (Afro-American Association) 的一次会议上，沙亚玛拉结识了当天会议的演讲者、来自牙买加的经济学研究生唐纳德·J·哈里斯 (Donald J. Harris)。1963年，他们结婚了，但并没有按照印度习俗，事先把哈里斯介绍给沙亚玛拉的父母，也没有在她的家乡举行婚礼。20世纪70年代初，沙亚玛拉和唐纳德离婚后，她带着女儿们多次去印度，看望住在金奈的父母，当时她的父母已经退休了。

## 死亡
2009 年 2 月 11 日，沙亚玛拉在奥克兰因结肠癌去世，享年 70 岁。她请求将捐款捐给乳腺癌行动组织。2009年下半年，卡玛拉·哈里斯将母亲的骨灰带到了印度半岛东南海岸的故乡金奈，并将其撒入印度洋水域。